# هوبير كولينز
هوبير كولينز (بالإنجليزية: Hubert Collins)‏ هو سياسي أمريكي، ولد في 19 أغسطس 1936 في الولايات المتحدة. حزبياً، نشط في الحزب الديمقراطي.

## وصلات خارجية
- الموقع الرسمي